# 片倉景親
片倉 景親（片倉壱岐守頼高、入道し意休斉景親）は、戦国時代の武将である。片倉伊豆守頼親の子。小桜城主。後の白石城主片倉景綱の伯父。

## 経歴
一説によると、片倉氏は奥州探題大崎持詮に従って奥州に下向し、栗原郡に定住したという。その後、因幡守頼形の代で大崎氏の下を離れ、伊達稙宗に仕え、軍功顕著であった。頼形の子である頼親は置賜郡永井荘小松郷に居住し伊達晴宗に仕えており、この頼親の子が壱岐守頼高、後の意休斉景親である。意休斉は伊達晴宗、輝宗、政宗の三代に仕え、軍功が認められて伊達郡に若干の土地を賜った。天正年間、伊達政宗が米沢にいた頃、軍奉行として数度の合戦に参加した。
嫡男の主水頼久が天正年間に討死した後に、馬印を弟である式部少輔景重の子、小十郎景綱に譲った。これにより、片倉氏の当主は意休斉の甥である小十郎の子孫に受け継がれる事となった。
意休斉の子孫は幕末の時点で大番組（中の間番士）として存続しており、その一家は石越村等の知行地に280石余を有した。